# Guntramovice
Guntramovice (deutsch Gundersdorf) ist ein Ortsteil von Budišov nad Budišovkou im Okres Opava in Tschechien.

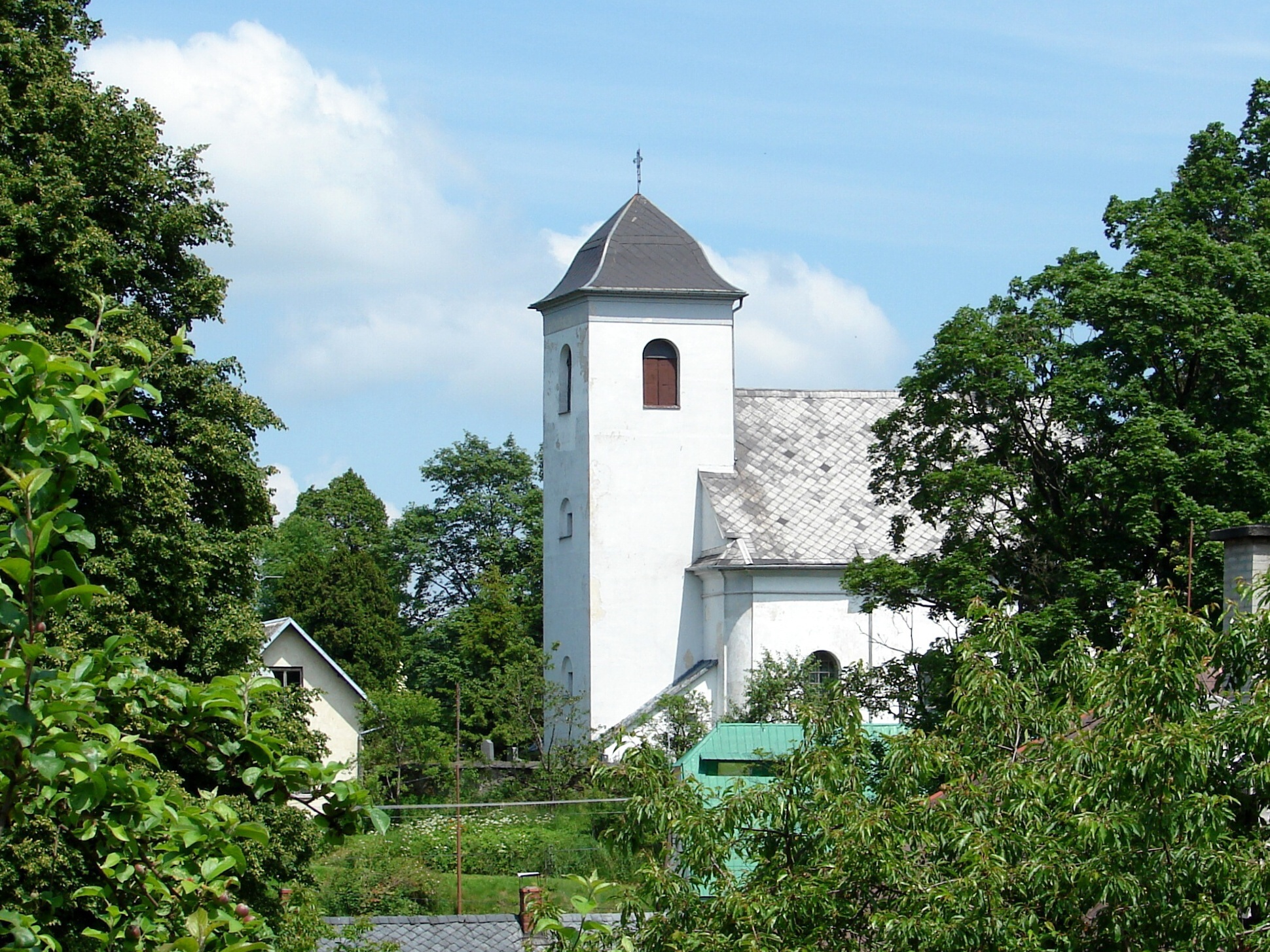
Kirche

## Geographie
Guntramovice erstreckt sich entlang der Budišovka und teilt sich in die Ortslagen Horní Guntramovice (Ober Gundersdorf) und Dolní Guntramovice (Nieder Gundersdorf). Südlich von Horní Guntramovice liegt der Červená hora (Roter Berg, 749 m) mit 590 m langem Schlepplift.

## Geschichte
Zu Beginn des 16. Jahrhunderts wurde die damals weitgehend deutschsprachige Bevölkerung von Gundersdorf wie die Städte und Gemeinden der Umgebung (z. B. Bautsch 1518) zu Beginn des 16. Jahrhunderts zunächst lutherisch, bis im Anschluss an die Schlacht am Weißen Berg 1620 durch den kaiserlichen Statthalter Kardinal Franz Xaver von Dietrichstein die bis weit ins 17. Jahrhundert andauernde Rekatholisierung eingeleitet wurde.
Im Siebenjährigen Krieg befand sich am Roten Berg bei Guntersdorf das Hauptquartier der österreichischen Truppen unter Ernst Gideon von Laudon. Am 28. Juni 1758 fand am Roten Berg ein erstes Scharmützel mit preußischen Truppen statt. Laudon zog danach bis Domstadtl, wo er zwei Tage später dem preußischen Versorgungstross für die Belagerung von Olmütz beim Überfall bei Domstadtl erobern konnte.
1920 hatte Gundersdorf 503 Einwohner, 1939 waren es 457. Als Besonderheit in dem damals landwirtschaftlich geprägten Ort ist die Tätigkeit eines in Bautsch ansässigen Basaltschotter erzeugenden Unternehmens festzuhalten.
Nach dem Münchner Abkommen wurde Gundersdorf dem Deutschen Reich zugeschlagen und gehörte bis 1945 zum Landkreis Bärn.
1946 wurde die größtenteils deutschsprachige Bevölkerung vertrieben.
1991 hatte der Ort 175 Einwohner. Im Jahre 2001 bestand das Dorf aus 64 Häusern, in denen 196 Menschen lebten.

## Sehenswürdigkeiten
- Zlatá Lípa, Baumdenkmal an der Červená hora
- Weg der deutsch-tschechischen Verständigung mit 23 Granitsteinen entlang des Zuges des Truppen von General von Laudon nach Domašov nad Bystřicí